# Jim Paredes
Jaime Ramón Paredes y Misa (31 de agosto de 1951), popularmente conocido como Jim Paredes, es un músico, cantante, educador, escritor, presentador de televisión y activista filipino, reconocido por ser unas de las persenalidades pertenecientes a una Sociedad de Profesionales de Asociados senderismo, junto a Danny Javier y Boboy Garovillo. Trabajo en solitario en lo más importante de sus composiciones escritas por Paredes, el tema musical "Handog ng sa Pilipino Mundo", que ha llegado a ser reconocido como el himno de la revolución sin derramamiento de sangre de 1986, a favor del manejo del Poder por el Pueblo. Fue grabado por 15 artistas filipinos en abril de ese mismo año y su versión en Inglés "Una nueva y mejor manera", que fue lanzado en Australia unos meses más tarde. En reconocimiento de su importante carrera musical, en la letra de la canción están incrustados en una pared de la Catedral de Nuestra Señora de EDSA, que conmemora la revolución de 1986.

## Libros Publicados
- Zumbido en mi universo: Random Toma en todo
- Entre parpadeos
- Writing on Water

## Televisión
Apariciones en televisión más prominentes de Paredes en las que incluyen: 
- Pinoy Dream Academy (2006) ... Headmaster Director
- Search For The Star In A Million (2005) ... Judge Juez
- Sang semanas Sila NAPO (1995) ... Host Anfitrión

## Columnas
- Zumbido en mi universo, La Estrella de Filipinas